# (21258) Huckins
(21258) Huckins – planetoida z pasa głównego asteroid okrążająca Słońce w ciągu 5 lat i 231 dni w średniej odległości 3,16 j.a. Została odkryta 15 marca 1996 roku w programie NEAT. Przed nadaniem nazwy planetoida nosiła oznaczenie tymczasowe (21258) 1996 EH1.